# Synaphridae
Los sináfridos (Synaphridae) son  una pequeña familia de arañas araneomorfas, que forman parte de la superfamilia de los araneoideos (Araneoidea), junto con trece familias más entre las que destacan, por su número de especies: Linyphiidae, Araneidae, Theridiidae y Tetragnathidae. 

## Distribución
Son  propias del Sur de Europa y de las Islas Canarias. Podemos encontrarlas también en Turkmenistán .

## Sistemática
Con la información recogida hasta el 31 de diciembre de 2011, Synaphridae cuenta con 13 especies descritas comprendidas en 3 géneros:
- Cepheia Simon, 1894
- Synaphris Simon, 1894
- Africepheia  Miller, 2007